# 桑生球针壳
桑生球针壳（学名：Phyllactinia moricola）是属于白粉菌目白粉菌科球针壳属的一种真菌，寄生在桑科植物上。该种分布于马达加斯加、中国、日本、印度、俄罗斯、菲律宾、朝鲜、缅甸等地。